# 安娜·謝季寧娜
安娜·伊萬諾芙娜·謝季寧娜（羅馬化：Anna Ivanovna Shchetinina；1908年2月26日—1999年9月25日），蘇聯商船海員，後成為世界上首位女性遠洋航行船長。
安娜·謝季寧娜出生在符拉迪沃斯托克東北郊的火車站的一個扳道工家庭。1925年她進入符拉迪沃斯托克海洋學校的航海系學習，畢業後她工作於堪察加半島的一個船舶公司，從普通海員提升成為船長——24歲時她得到了相當於二副職位的航行執照，27歲時成為世界上首位女性的遠洋船長。1935年，她首次作為船長的航行吸引了全世界的注意，這位年輕女子負責從汉堡購得并出發的摩托船“恰維恰”（Чавыча）到俄羅斯遠東地區的航行。